# Pičín
Pičín (en allemand : Pitschin) est une commune du district de Příbram, dans la région de Bohême-Centrale, en République tchèque. Sa population s'élevait à 642 habitants en 2020.

## Géographie
Pičín se trouve à 9 km à l'ouest-sud-ouest de Dobříš, à 8 km au nord-est de Příbram et à 46 km au sud-ouest de Prague.
La commune est limitée par Čenkov et Hostomice au nord, par Buková u Příbramě et Kotenčice à l'est, par Suchodol au sud, par Trhové Dušníky au sud-ouest et par Hluboš à l'ouest.

## Histoire
La première mention écrite de la localité date de 1289.

## Transports
Par la route, Pičín se trouve à 8 km de Příbram et à 54 km de Prague.